# Pachira yapacanae
Pachira yapacanae là một loài thực vật có hoa trong họ Cẩm quỳ. Loài này được Steyerm. ex W.S.Alverson mô tả khoa học đầu tiên năm 1994.